# 柏倉康夫
柏倉 康夫（かしわくら やすお、1939年2月23日 - ）は、日本のジャーナリスト、フランス文学者。放送大学名誉教授。専門は、フランス文学、メディア論。博士（文学）。

## 人物
東京都出身。東京都立日比谷高等学校を経て、1963年東京大学文学部フランス文学科卒業。日本放送協会 (NHK) 入局。NHKパリ支局特派員、NHKキャスター、NHK解説委員室解説主幹を歴任し、解説委員として多くの番組に関わった。教員時代にも、教育テレビでのシンポジウム番組に司会進行で参与している。現在もNHKラジオ第1放送で放送されているラジオあさいちばんの「時の話題」のコーナーで不定期出演することがある。
1996年から2002年3月まで京都大学大学院文学研究科（二十世紀学専修）教授。2002年4月から2009年3月まで放送大学教授。2005年より2007年まで副学長ほかに付属図書館長にも就いた。2009年に放送大学学園を定年退職。
1997年、フランスより国家功労勲章シュヴァリエ章授与。
2006年に博士論文『生成するマラルメ』を京都大学に提出し博士号を取得した。

## 著書
- 『ゲルニカ帰郷 ピカソの祈り』（日本放送出版協会 1981）
  - 改訂版 『ピカソの祈り　名画〈ゲルニカ〉の誕生から帰郷まで』（小学館ライブラリー 1999）
- 『パリの詩・マネとマラルメ』（筑摩書房 1982）
- 『マラルメ探し』（青土社 1992）
- 『ノーベル文学賞　作家とその時代』（丸善ライブラリー　1992）
  - 改訂版 『ノーベル文学賞　「文芸共和国」をめざして』（吉田書店 2012、増補版2016）
- 『マラルメの火曜会 世紀末パリの芸術家たち』（丸善ブックス 1994）
- 『梶井基次郎の青春 『檸檬』の時代』（丸善ブックス 1995）
- 『エリートのつくり方 グランド・ゼコールの社会学』（ちくま新書 1996）
  - 増訂版 『指導者はこうして育つ　フランスの高等教育 グラン・ゼコール』（吉田書店 2011）
- 『情報化社会研究 情報革命と社会の変革』（放送大学 2002）
- 『マスコミの倫理学』（丸善出版事業部 2002）
- 『生成するマラルメ』（青土社 2005）
- 『アンリ・カルティエ＝ブレッソン伝』（青土社 2007）
- 『若き日のアンドレ・マルロー 盗掘、革命、そして作家へ』（行路社 2008）
- 『敗れし國の秋のはて 評伝・堀口九萬一』（左右社、2008）
- 『私たちはメディアとどう向き合ってきたか』（左右社「放送大学叢書」 2009）
- 『評伝 梶井基次郎　視ること、それはもうなにかなのだ』（左右社 2010）
- 『指導者はこうして育つ　フランスの高等教育』[3]（吉田書店 2011）
- 『思い出しておくれ、幸せだった日々を　評伝ジャック・プレヴェール』（左右社 2011）
- 『石坂洋次郎「若い人」をよむ 妖しの娘・江波恵子』（吉田書店 2012）
- 『今宵はなんという夢見る夜　金子光晴と森三千代』（左右社 2018）

## 共編著
- 『フランス文学』渡邊守章、石井洋二郎共編著  放送大学 2003
- 『マスメディア論』萩野弘巳、小室広左子共著（放送大学 2003）
- 『表象としての日本 西洋人の見た日本文化』山内久明、阿部齊共編著 放送大学 2004
- 『EU論』植田隆子、小川英治共編著（放送大学 2006）
- 『情報と社会』林敏彦、天川晃共編著 放送大学 2006
- 『日本のマスメディア』佐藤卓己、小室広佐子共著（放送大学 2007）

## 翻訳
- 『牧神の午後 マラルメ・ドビュッシー・ニジンスキー』オルセー美術館編 平凡社 1994
- リシャール・エスクリード『マラルメの「大鴉」 エドガー・A.ポーの豪華詩集が生れるまで』臨川書店 1998
- ジャック・アタリ『21世紀事典』伴野文夫、萩野弘巳共訳 産業図書 1999
- ジャン=リュック・ステンメッツ『マラルメ伝 絶対と日々』永倉千夏子、宮嵜克裕共訳 筑摩書房 2004
- ステファヌ・マラルメ『賽の一振りは断じて偶然を廃することはないだろう』行路社 2009。解説フランソワーズ・モレル
  - 『賽の一振り』月曜社<叢書・エクリチュールの冒険> 2022。改訂新訳
- ゴードン・ミラン『マラルメの火曜会　神話と現実』行路社 2012
- ジャック・プレヴェール『歌の塔』未知谷 2013。絵ファビアン・ロリス
- ステファヌ・マラルメ『詩集』月曜社<叢書・エクリチュールの冒険> 2018
- ステファヌ・マラルメ『散文詩篇』月曜社<叢書・エクリチュールの冒険> 2023

## 出演
- ニュース解説
- テレビコラム
- 土曜リポート司会（1982年-1984年）
- ＮＨＫ特集　ドキュメント昭和～世界への登場～　-NHK名作選（動画・静止画）NHKアーカイブス
- 視点・論点
- メディアは今